# Winston Zeddemore
Winston Zeddemore is een personage uit de Ghostbusters-franchise. Ernie Hudson speelde hem in de films Ghostbusters en Ghostbusters II. In de serie The Real Ghostbusters sprak eerst Arsenio Hall zijn stem in en later Buster Jones.

## Personage
Zeddemore is anders dan zijn drie collega-Ghostbusters. Allereerst is hij geen wetenschapper of parapsycholoog. Verder is hij niet een van de oprichters van de Ghostbusters. Hij werd pas later ingehuurd toen het team het zo druk kreeg dat ze wat extra hulp nodig hadden. Zeddemore was op dat moment de enige sollicitant en werd direct aangenomen.
Ondanks dat hij niet de wetenschappelijke kennis van zijn collega’s heeft, doet Zeddemore wel vaak dienst als de stem van rede in het team. Hij is ook meer op de hoogte van de dagelijkse realiteit dan zijn collega’s. Toen in de eerste film de Ghostbusters in de gevangenis zaten, was Winston de enige die inzag dat de rechter hun verhaal over de komst van de god Gozer niet zou geloven.
In het originele script van de eerste film was Zeddemore de slimste van de drie leden. Hij was een ex-marinier en had meerdere diploma’s. Later werd hij veranderd in een meer alledaags iemand, vermoedelijk om de contrast aan te geven tussen hoe de drie primaire Ghostbusters tegen hun werk aankijken ten opzichte van buitenstaanders.
Zeddemore is religieus. Als het aankomt op het bovennatuurlijke is hij bereid alles te geloven, zolang hij er maar goed voor betaald krijgt (dit zei hij letterlijk in een sollicitatiegesprek met de Ghostbusters). In een aflevering van de serie “The Real Ghostbusters” werd onthuld dat Winston voor hij bij het team kwam niet geloofde in het bovennatuurlijke, wat betekent dat hij gewoon op zoek was naar een baan toen hij solliciteerde. Desondanks gelooft hij in het bovennatuurlijke als hij het met eigen ogen ziet.
In de serie The Real Ghostbusters werd onthuld dat Zeddemore de reïncarnatie is van Shima Buku, een sjamaan die in oorlog was met een onsterfelijke demon.
Zeddemore houdt van honkbal en detectiveverhalen. Beide hobby's kwamen hem in de serie van pas toen hij een bovennatuurlijk honkbalspel moest spelen met als inzet de ziel van Peter Venkman, en toen hij het raadsel uit een detectiveroman van een overleden schrijver moest oplossen om haar geest eeuwige rust te geven.
Zeddemore is de enige Ghostbuster die in de films meerdere keren de Ecto-1 bestuurd. In de serie is hij de vaste chauffeur van de Ecto-1.

## Naam
De naam "Zeddemore" werd in de aftiteling van Ghostbusters verkeerd gespeld als "Zeddmore". Deze verkeerde spelling dook ook een paar keer op in de scripten en aftiteling van The Real Ghostbusters.

## Rol in de videospellen
Van de vier Ghostbusters doet Zeddemore vaak niet mee in de videospellen gebaseerd op de franchise. Een veel gehoorde theorie hiervoor is dat Zeddemore pas later bij het team kwam, en de meeste spellen zich afspelen voor zijn komst. De echte reden is waarschijnlijk de beperkte graphics in zeker de oudere spellen, waardoor het lastig was voor hem ook een eigen personage in te programmeren.

## Trivia
- Ernie Hudson deed auditie om ook de stem van Winston te mogen doen in The Real Ghostbusters, maar werd afgewezen.
- De rol was oorspronkelijk geschreven voor Eddie Murphy.